# Kandiyohi County
Kandiyohi County er et county i den amerikanske delstat Minnesota. Amtet ligger i den centrale del af delstaten og grænser op til Stearns County i nord, Meeker County i øst, Renville County i syd, Chippewa County i sydvest, Swift County i vest og mod Pope County i nordvest.
Kandiyohi Countys totale areal er 2.232 km² hvoraf 171 km² er vand. I 2000 havde amtet 41.203 indbyggere. Amtets administration ligger i byen Willmar som også er amtets største by.
Amtet blev grundlagt 1858 og har fået sit navn efter det dakota-indianske ord Kandiyohi som betyder hvor bøffelfisken kommer.
45°09′N 95°01′V / 45.15°N 95.01°V